# 恩西索中尉國家公園
恩西索中尉國家公園（西班牙語：Parque nacional Teniente Agripino Enciso），是巴拉圭的國家公園，位於該國西部博克龍省，成立於1980年5月21日，面積400公頃，該地區人煙稀少。